# 交差点支援

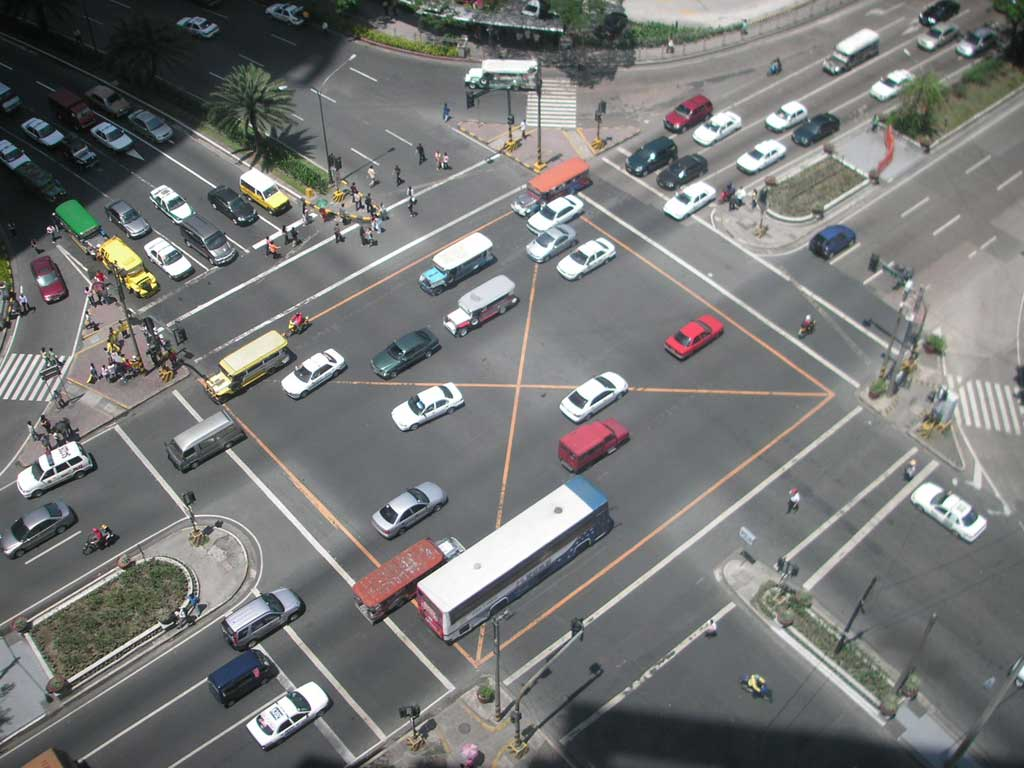
交差点

交差点支援（こうさてんしえん、英語: Intersection assistant）システムは、2009年に最初に導入された先進運転支援システムである。
交差点は主要な事故の危険箇所である。ここでの衝突は、ほとんどの場合、ドライバーによる追突、出会い頭衝突、右左折時衝突などがある（一時停止無視など注意散漫または誤判断による）。交差点支援システムは事故の危険を予測しリスク回避を支援する。
システムは、交差点または道路のジャンクションなどの交通を監視し、この予測システムが交差点における危険な状況を検出すると、ドライバーに、視覚的、聴覚的に警報を発する。またはシステムが減速またはブレーキを自動的に行うことにより、ドライバーに緊急ブレーキを開始するように促す。

## 車両
- トヨタクラウンマジェスタ（2009年以降） [4]フロントサイドプリクラッシュセーフティシステムは、交差点での対向直進車、右左折時の横断歩行者検知機能などがある。Toyota Safety Sense（トヨタ・セーフティ・センス）を参照。
- メルセデス・ベンツSクラス（W222）、メルセデス・ベンツEクラス（W212） （2013年以降）： BAS PLUSクロストラフィックを支援する[5]。

## システム
- 高度道路交通システム（ITS）[6]を活用した交通事故低減や渋滞緩和[7]。
- 信号交差点を円滑に通行するための運転を支援するシステム（信号情報活用運転支援システム（TSPS））[8]。
- ドライバーが安全に運転できるように支援するシステム（安全運転支援システム（DSSS））[9]。